# 渡良瀬大橋

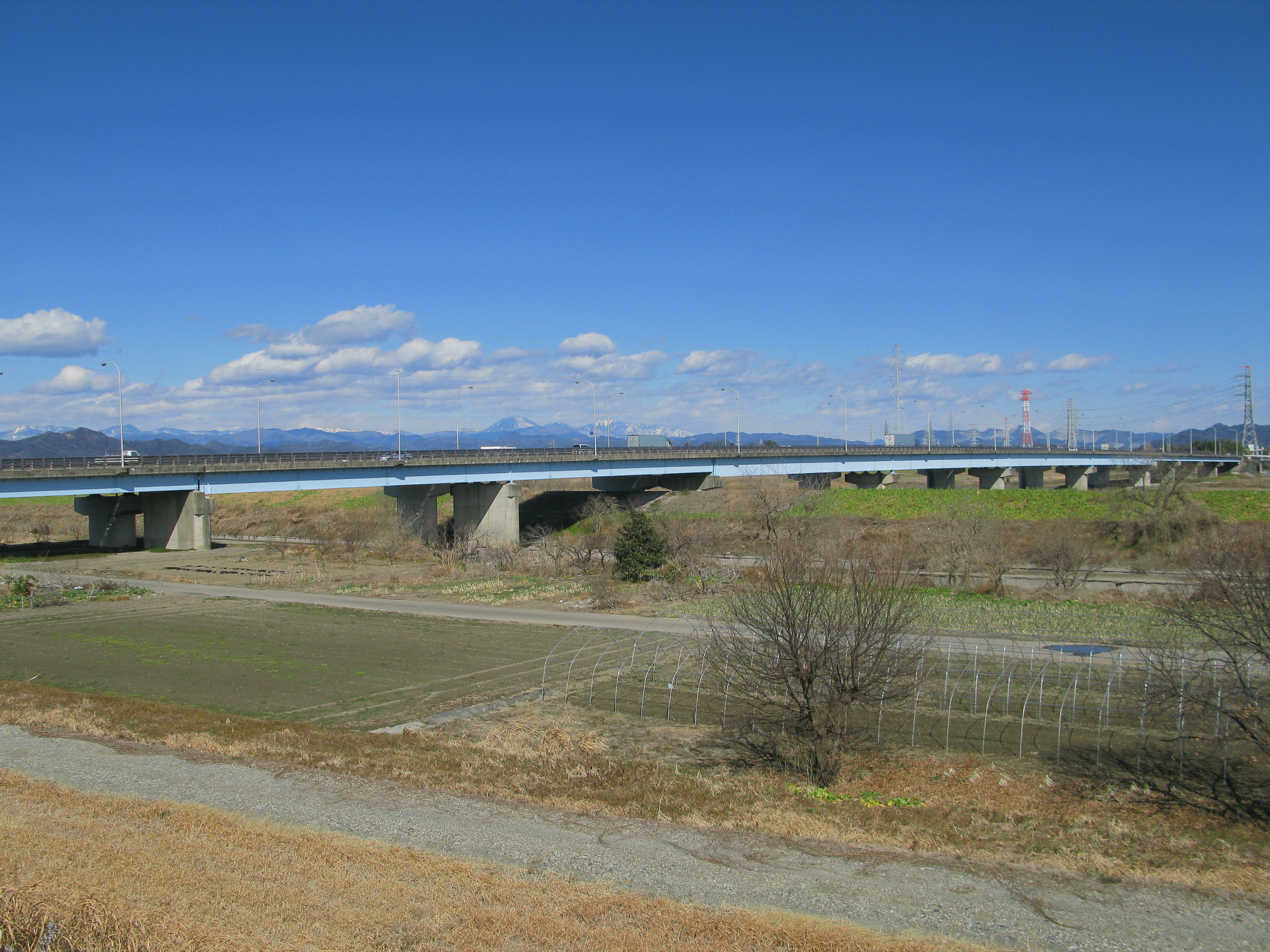
渡良瀬大橋（2011年11月）

渡良瀬大橋（わたらせおおはし）は群馬県館林市下早川田町に所在する渡良瀬川および矢場川に架かる橋である。上り線の一部が栃木県佐野市船津川町域に掛かる。

## 歴史
1934年（昭和9年）10月30日開通。それまでは主に上流に架かる高橋に迂回していた。橋の下流には東武佐野線も通っている。徒歩、自転車、自動車いずれも通ることができる。橋長546.6、幅員5.5m、主径間60 mの2連のブレースドリブタイドアーチ橋と、28連の鋼鈑桁橋であった。
大型車の交通量増加と老朽化に伴い、1975年（昭和50年）架け替えに着手され、1981年（昭和56年）に下流側に隣接して新橋（2車線、現在の上り線）を建設した。橋長551.5 m、幅員9.75 m（車道7.25m、歩道2.5 m）、主径間60.6 m。旧橋は順次通行制限を行い、歩行者専用橋として使用され続けたのち、1996年に旧橋を解体して架け替えを行い（2車線、現在の下り線。橋長551.8 m、幅員11.0 m（車道7.5 m、歩道3.5 m）、主径間60.6 m。）、2000年（平成12年）に上下線片側2車線（完成4車線）での供用開始された。
渡良瀬大橋から下流は約10 kmもの区間、新開橋まで一般道の橋は架けられていない。

## 風景

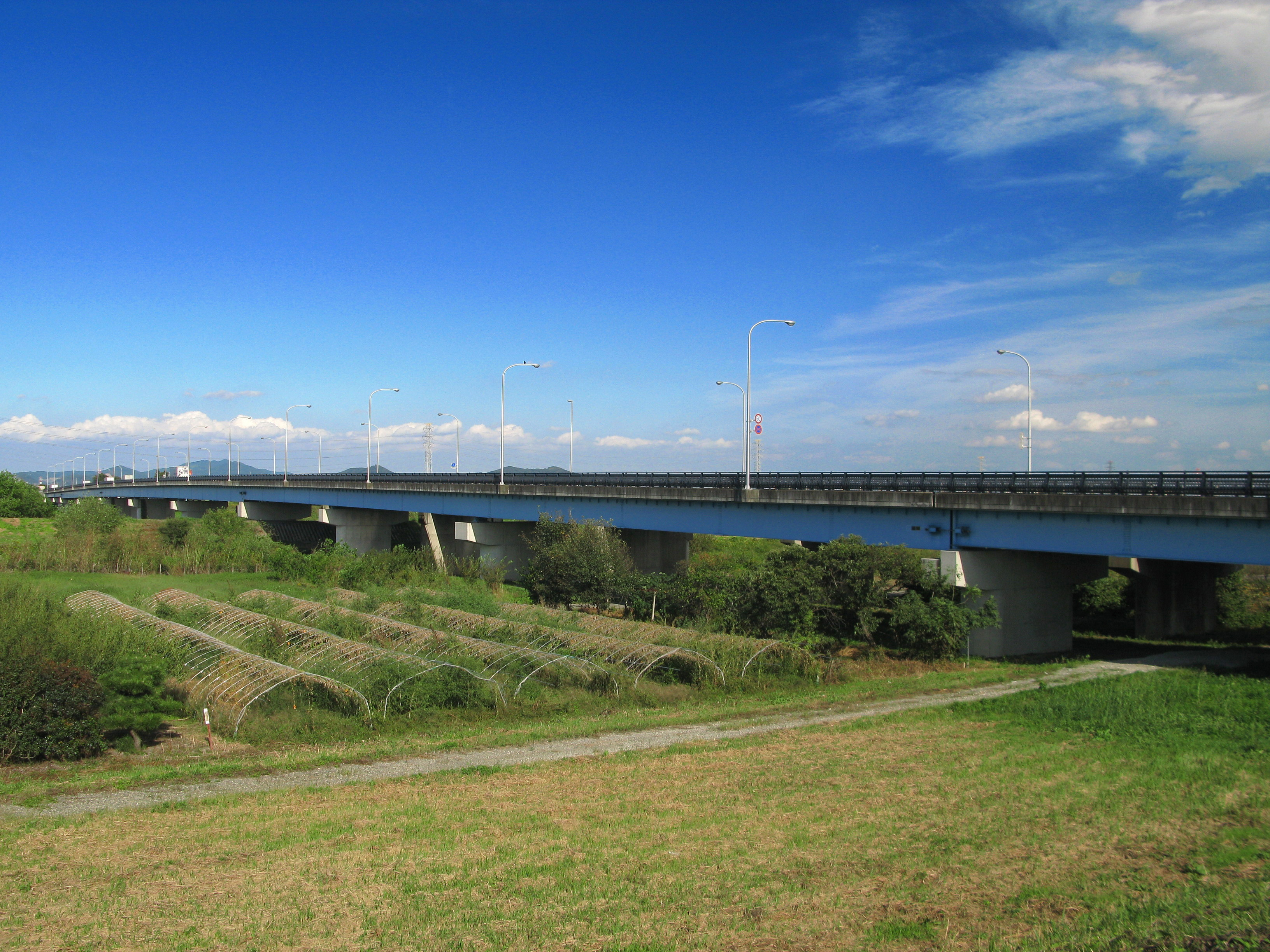
右岸上流側より
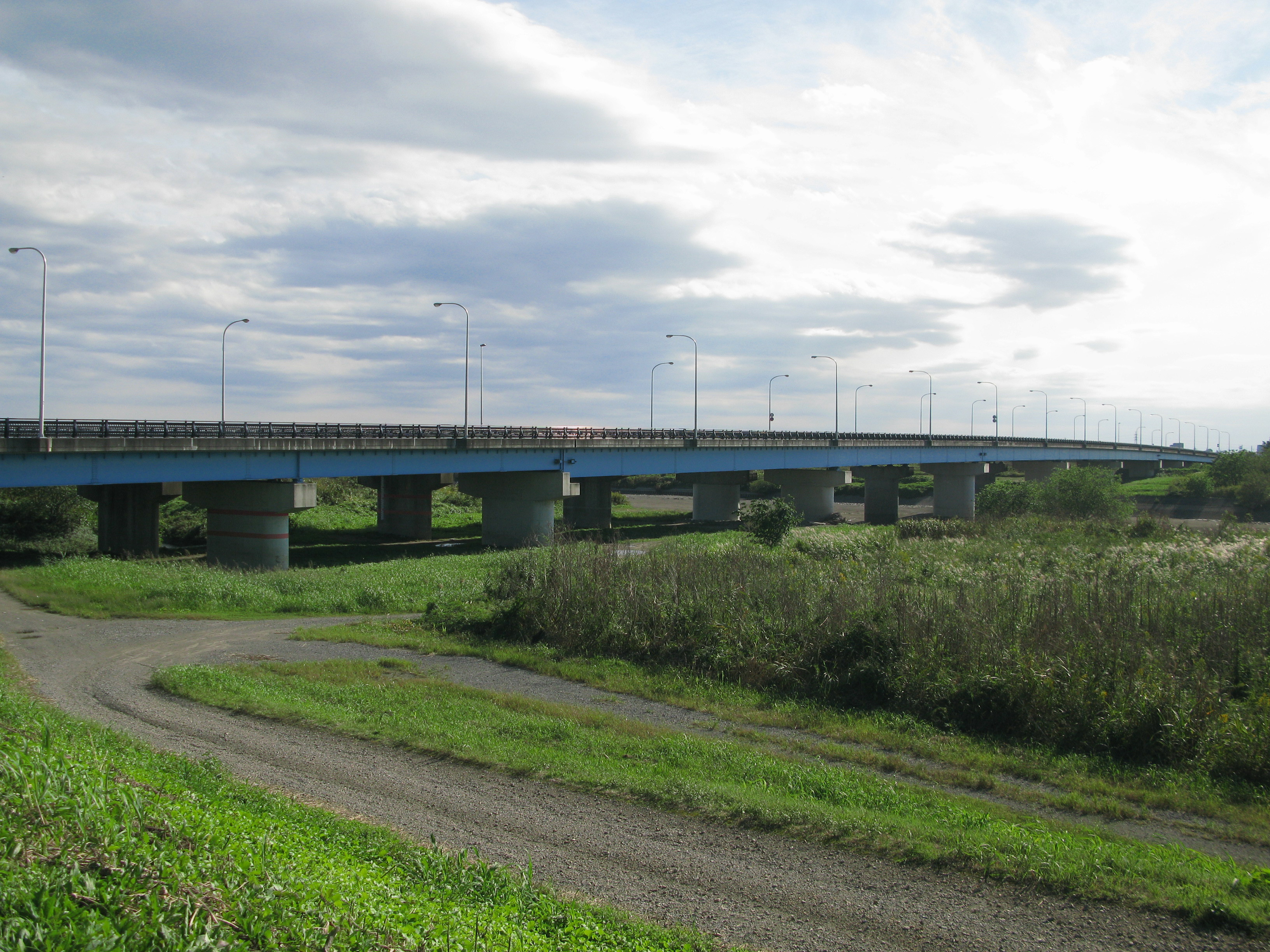
左岸上流側より

## 隣の橋
- 渡良瀬川

渡良瀬川大橋 - 高橋大橋 - 渡良瀬大橋 - 渡良瀬川橋梁 - 渡良瀬川橋
- 矢場川

新明陸橋 - 矢場川水門 - 渡良瀬大橋 - 渡良瀬川橋梁 - 渡良瀬川に合流